# Trei culori (film)
Acest articol se referă la trilogia de filme franco-poloneze. Pentru imnul național al României comuniste, vezi Trei culori.
Trei culori este titlul colectiv a trei filme regizate de Krzysztof Kieślowski, două realizate în limba franceză, iar celălalt în cea mai mare parte în poloneză: „Trois couleurs: Bleu” („Albastru”) (1993), „Trzy kolory: Biały” („Alb”) (pe franceză: „Blanc”) (1994) și „Trois couleurs: Rouge” („Roșu”) (1994). Scenariile tuturor au fost scrise de Kieślowski și Krzysztof Piesiewicz (consultanți: Agnieszka Holland și Slawomir Idziak), iar coloanele sonore au fost compuse de Zbigniew Preisner.
Albastrul, albul și roșul sunt culorile steagului francez în ordine de la stânga la dreapta, iar povestea fiecărui film se bazează pe unul din cele trei idealuri politice din deviza națională a Republicii Franceze: libertate, egalitate, frăție (pe franceză: liberté, égalité, fraternité). Asemenea adaptării Celor zece porunci în Decalogul, o altă creație celebră a lui Kieślowski, ilustrarea acestor principii este adesea ambiguă și ironică.
Filmele au reprezentat pentru Kieślowski primele mari succese în afara Poloniei și sunt, alături de Decalogul, cele mai lăudate opere ale sale. Renumitul critic de film american Roger Ebert, printre alții, a numit întreaga trilogie o capodoperă. Ea este considerată în general drept o mare realizare a filmului modern.